# 恆春斷層
恆春斷層（英語：Hengchun Fault），屬於逆斷層，呈北北西走向，由屏東縣車城鄉海口向南延伸至恆春鎮南灣，長約16公里。

## 概要
恆春半島乃歐亞大陸板塊隱沒至菲律賓海板塊而形成之增積岩體，恆春谷地中有E斷層(恆春斷層)與M斷層兩個主要斷層存在。恆春斷層近恆春谷地東緣，具地形崖特徵，屬逆衝斷層。

## 總結與評估
恆春西台地北段相對於恆春半島的抬升速率大於10 公厘/年，顯示恆春西台地的傾斜作用仍持續中，研判在恆春半島西側海域中應存在一逆移斷層，造成恆春西台地的傾斜，以及恆春谷地的相對下陷。由近期的大地測量資料顯示，恆春斷層兩側位移速率並未有明顯的差異，而近期恆春半島的地表變形則明顯受到2006 年外海地震的影響。
恆春斷層截切晚期更新世的石灰岩層，暫列第二類活動斷層。